# Montserrat Surroca
Montserrat Surroca i Comas (Caldas de Malavella, 18 de junio de 1974) es una abogada y política española, diputada al Congreso de los Diputados en la IX y X legislaturas.
Licenciada en Derecho por la Universidad de Barcelona, trabaja como Mediadora Familiar; es especialista en Jurisdicción de Menores y Violencia Doméstica. Militante de Unión Democrática de Cataluña (UDC), fue escogida diputada por Convergència i Unió (CiU) por la provincia de Gerona en las elecciones generales españolas de 2008 y 2011.
Fue miembro del comité de gobierno de Unió y portavoz del partido desde octubre de 2014 hasta su disolución, en marzo de 2017.
Ha sido una de las impulsoras, junto a otro excargos de UDC, del partido Units per Avançar, que se presentó el 19 de junio de 2017.